# Eyl
Pour les articles homonymes, voir Eyl.
Eyl est une bourgade proche de la côte dans la région Nugaal en Somalie (7° 58′ 48″ N, 49° 49′ 03″ E), et compterait environ 19 000 habitants. Elle fait partie de l'entité autoproclamée du Puntland.
Ces dernières années, elle est devenue l'un des principaux repaires de la piraterie qui sévit autour de la Corne de l'Afrique.

## Localisation

Région Nugaal